# Luca Pellegrini (football, 1963)
Pour les articles homonymes, voir Pellegrini.
Ne doit pas être confondu avec Luca Pellegrini (football, 1999).
Luca Pellegrini, né le 24 mars 1963 à Varèse, en Lombardie, est un ancien footballeur italien. Il jouait au poste de défenseur. 
Il est principalement connu pour avoir fait partie de la Sampdoria de la fin des années 1980 et du début des années 1990, club avec lequel il a remporté de nombreux trophées.

## Biographie
Il participe avec l'équipe d'Italie aux Jeux olympiques d'été de 1988 disputant un match contre la Zambie.
Il dispute un total de 264 matchs en Serie A, inscrivant trois buts. Il joue également 18 matchs en Coupe des coupes.

## Palmarès
- Sampdoria
  - Champion d'Italie en 1991
  - Vainqueur de la Coupe d'Italie en 1985, 1988 et 1989
  - Finaliste de la Coupe d'Italie en 1986 et 1991
  - Finaliste de la Supercoupe d'Italie en 1988 et 1989
  - Vainqueur de la Coupe des vainqueurs de coupe en 1990
  - Finaliste de la Coupe des vainqueurs de coupe en 1989
  - Finaliste de la Supercoupe d'Europe en 1990